# Die fliegenden Ärzte von Ostafrika
Die fliegenden Ärzte von Ostafrika ist ein Dokumentar-Kurzfilm von Werner Herzog aus dem Jahr 1969. Der Film thematisiert den „Flying Doctors Service“ der African Medical and Research Foundation, der seit den 1960er Jahren abgelegene Gebiete in Kenia, Tansania und Uganda mit Flugzeugen medizinisch versorgt. Der konventionell inszenierte Dokumentarfilm entstand während der Dreharbeiten zu Fata Morgana und Auch Zwerge haben klein angefangen.
Der Film hat überwiegend den Charakter eines Tatsachenberichts und vermeidet den Surrealismus und die Stilisierungen, die für Herzogs Filme sonst prägend sind. Herzog sagte dazu: „Ich nenne es nicht einmal einen Film, es ist mehr ein Bericht.“ Herzog interessierte sich vor allem für die Probleme in der Verständigung, durch die die Behandlung oft erschwert wird.
Die Erstaufführung in Deutschland war am 3. Mai 1970 im ZDF.